# 라이베리아 퍼스트 디비전
라이베리아 퍼스트 디비전(Liberian First Division)은 라이베리아의 최상위 축구 리그로 1956년에 공식 출범하였다.

## 같이 보기
- 라이베리아 축구 국가대표팀